# Hervé Nzelo-Lembi
Hervé Nzelo-Lembi (ur. 25 sierpnia 1975 w Kinszasie) – piłkarz z Demokratycznej Republiki Konga występujący na pozycji obrońcy. Posiada również obywatelstwo belgijskie.

## Kariera klubowa
Wychowanek klubu Bingu. Karierę piłkarską rozpoczął w AS Vita Club, skąd w lipcu 1992 został kupiony przez belgijski KSC Lokeren za 400 tys. euro. W 1995 przeniósł się do Club Brugge. W lipcu 2002 przeszedł za 2,5 mln euro do niemieckiego 1. FC Kaiserslautern. W końcu czerwca 2006 roku zasilił skład ukraińskiego Metałurha Donieck. Latem następnego roku powrócił do Belgii, gdzie został piłkarzem klubu Germinal Beerschot.

## Kariera reprezentacyjna
W 1994 roku zadebiutował w reprezentacji Zairu, która w 1997 zmieniła nazwę na Demokratyczną Republikę Konga.

## Sukcesy i odznaczenia

### Sukcesy klubowe
- mistrz Belgii: 1996, 1998, 2003
- zdobywca Pucharu Belgii: 1996, 2002
- zdobywca Superpucharu Belgii: 1996, 1998, 2002
- finalista Pucharu Niemiec: 2003